# Час у Грузії
Грузинський час — це часовий пояс, який використовується в Грузії (за винятком окупованих Росією територій Грузії). Він перемістився з зони UTC+04:00 до UTC+03:00 27 червня 2004 року, а потім повернувся до UTC+04:00 27 березня 2005 року.